# Tandil (ville)
Pour les articles homonymes, voir Tandil.
Tandil est une localité argentine située dans le partido homonyme, dans la partie sud-est de la province de Buenos Aires, au pied des reliefs qui forment le système de Tandilia. Sa population initiale était de 400 habitants et elle a dû résister au siège permanent des indigènes, qui ont tenté d'empêcher la consolidation de la colonie. Ces dernières années, la ville a connu une croissance démographique importante, supérieure à la moyenne argentine, et compte désormais plus de 150 000 habitants en 2022
C'est une ville au climat tempéré, avec des températures moyennes de 13,4 °C, et un centre urbain actuel divisé en quartiers. Son économie repose principalement sur l'agriculture, l'élevage, la métallurgie, le commerce et le tourisme.

## Toponymie
Il existe des interprétations divergentes quant à la signification du nom de Tandil, d'origine indigène. L'explication la plus répandue est qu'il s'agirait du nom d'un cacique indigène de la zone, mais on affirme aussi qu'une rivière aurait déjà été désignée ainsi. Il est probable que le toponyme procède de la langue éteinte des hets et signifierait le plus haut (en relation avec les reliefs qui surgissent au milieu de la plaine pampéenne).

## Histoire

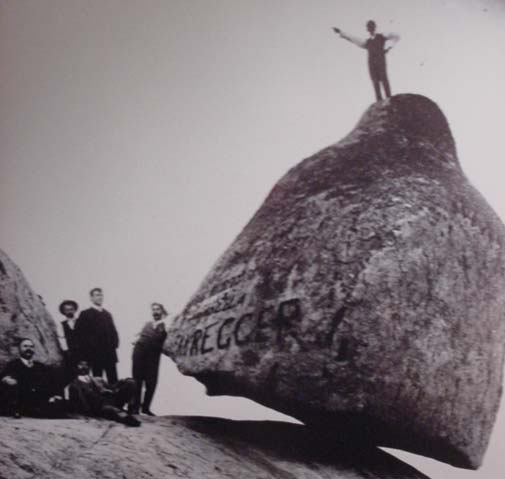
La Pierre Branlante ou Piedra Movediza.

### Fondation et premières décennies
Le centre urbain fut fondé par Martín Rodríguez le 4 avril 1823 sous le nom de Fuerte Independencia (Fort Indépendance). Mais jusqu'en 1875, les peuples indigènes se défendirent contre l'avancée des colons : Tandil souffrit ainsi de manière presque constante, d'attaques de la part des Pampas et des Ranquels.
Le 1er janvier 1872, Tandil fut le théâtre d'une scène sanglante : une trentaine d'habitants furent massacrés par une troupe de cavaliers, commandés par Gerónimo de Solane, surnommé El Tata Dios, qui dérobèrent des armes dans le tribunal local. Les raisons de cet acte sont peu claires, mais il s'agit très probablement d'un crime de droit commun. La plupart des coupables furent retrouvés et exécutés.
En 1875, Tandil fut victime d'une attaque meurtrière menée par les indigènes, malgré un traité signé peu avant avec le cacique Juan-José Catriel, et qui contribua à justifier dans l'opinion argentine la conquête du Désert.

### Immigration
L'origine des immigrants est principalement italienne et espagnole, comme dans le reste de l'Argentine, mais il vint aussi de nombreux Basques (en particulier des Basques français) et des Danois, dont les descendants forment encore une communauté active. Ces Européens apportèrent les bases de l'activité économique désormais traditionnelle : la charcuterie et les produits laitiers. L'augmentation de la population lui permit d'obtenir le statut de ville à la fin du XIXe siècle, renforcé par sa liaison au réseau ferroviaire en 1883.

### XXesiècle
Au début du XXe siècle, Tandil fut une ville prospère qui attirait les premiers touristes de Buenos Aires et d'autres zones du pays pour les paysages des sierras qui l'entourent, et particulièrement pour une curiosité naturelle : la Pierre Branlante (Piedra Movediza). Celle-ci, de forme vaguement conique, se maintenait en équilibre sur sa pointe, au bord d'un précipice, et un homme la pouvait faire osciller sans qu'elle tombât.
Elle alla cependant s'écraser en bas du lieu où elle se trouvait le 29 février 1912 (année bissextile), cette chute ayant été très probablement provoquée par une action humaine. Une réplique de la Pierre Branlante, symbole de la commune de Tandil, a été installée le 17 mai 2007, au sommet du parc de La Movediza.

#### Parti socialiste
La section locale du Parti socialiste fut créée le 1er mai 1912, la ville abritant alors une importante population de cheminots et d'ouvriers travaillant pour les compagnies ferroviaires. Bon orateur, le député socialiste Juan Nigro y fut élu (1932-1934), puis réélu (1934-1938) sénateur. Le dirigeant du PS Nicolás Repetto, candidat à la présidentielle de 1937, vint sept fois à Tandil pour y prononcer des discours. À partir des années 1930, la section locale du PS organise, outre des meetings à l'air libre ou dans des locaux fermés, des projections de cinéma, tant de propagande de parti que plus artistiques, tel La Mère (1926), inspiré de l'œuvre de Maxime Gorki. Au milieu de la même décennie, en particulier après l'élection de Manuel Fresco (fascisant) en tant que gouverneur de la province de Buenos Aires, les affrontements avec la police deviennent plus fréquents.

#### Dictature militaire
Durant la dernière dictature militaire, il y eut à Tandil un centre clandestin de détention, La Huerta, qui faisait partie de la sous zone 12, dirigée par le général Alfredo Oscar Saint-Jean. Ce centre fonctionna de 1976 à 1983. Le maire était alors le colonel Julio Jose Zanatelli.

## Géographie
La ville est située à une altitude de 180 m. Elle est distante de 360 km de la capitale argentine, de 330 km des villes de La Plata (capitale de la province de Buenos Aires) et de Bahía Blanca, de 160 km de Mar del Plata.

## Démographie
Selon les estimations de la municipalité de Tandil, la population est approximativement de 120 000 personnes en 2010. Elle était habitée par environ 34 000 personnes en 1914, et plus de 56 000 en 1947.

## Climat
Le climat de Tandil est tempéré et humide, avec des températures annuelles moyennes de 13,7 °C et des précipitations s'élevant à 889 mm par an. Les fins de nuit peuvent être froides, même en été. La brume est fréquente en automne et en hiver, et on constate des gelées durant les mois les plus froids ; les minimales peuvent être inférieures à −5 °C. Les pluies adviennent à toutes les époques de l'année, mais sont plus fréquentes en été. Neige ou canicule sont rares.

## Économie

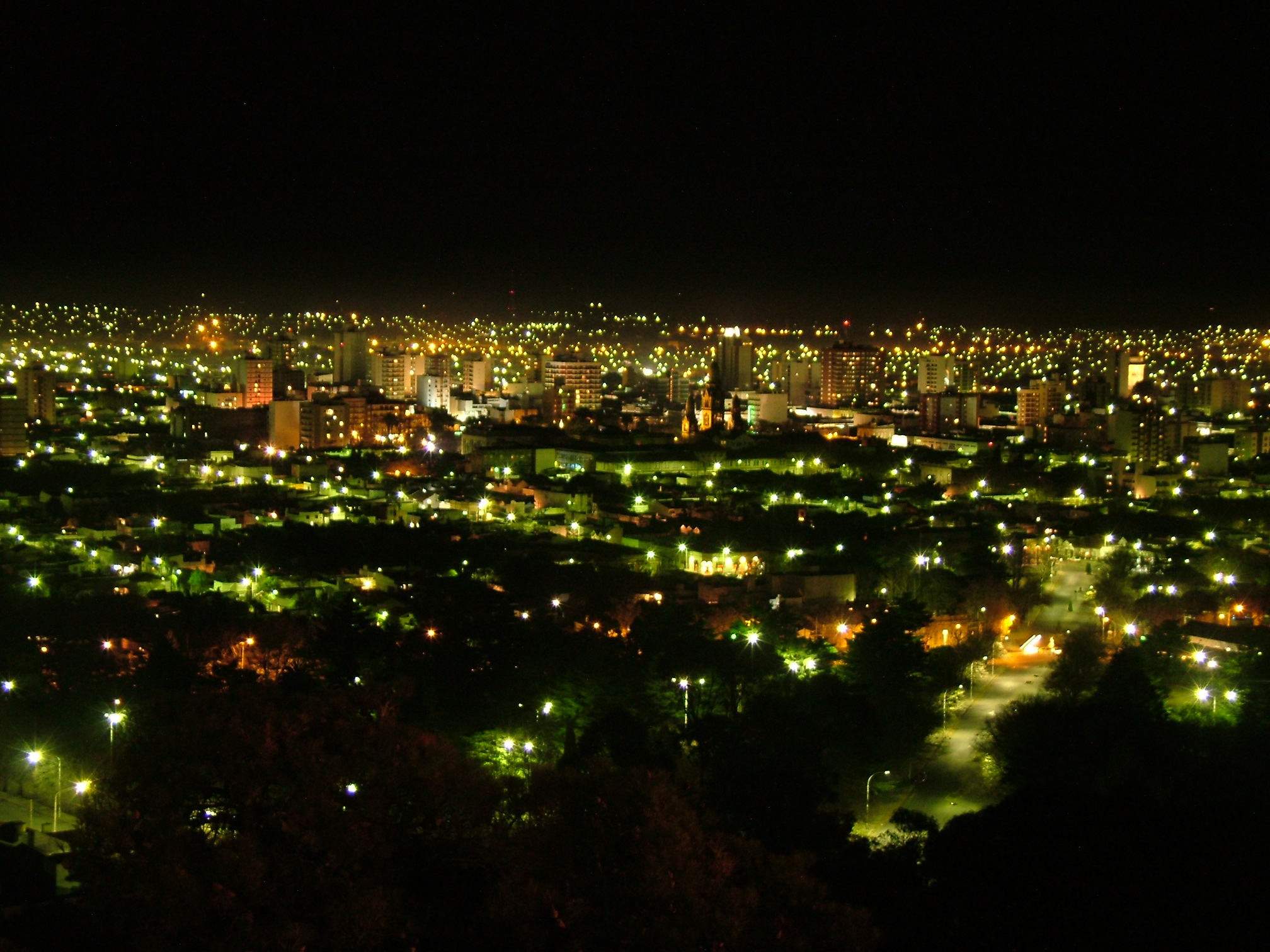
Vue nocturne de Tandil, depuis les hauteurs du parc Independencia.

Comme dans d'autres localités et villes de Pampa humide, l'agriculture intensive constitue la base de l'économie : blé, soja (cette légumineuse est apparue dans les années 1970), maïs, tournesol et dans un degré moindre avoine, alpiste, lin. De même, l'élevage : bovins (principalement pour le lait : il existe plus de 150 laiteries), ovins, porcins.
Tandil a développé une importante production artisanale, comme les fromages, salamis, petits saucissons secs (salamín) et d'autres produits de charcuterie. On peut ajouter une production industrielle de mécanique et une forte croissance du secteur touristique. Signalons la présence de l'Universidad Nacional del Centro de la Provincia de Buenos Aires (Université Nationale du centre de la province de Buenos Aires).

## Quartiers
La ville de Tandil est divisée en quartiers suivants.
- Barrio Villa del Parque.
- Barrio Eduardo Olivero.
- Barrio Rodriguez-Selvetti
- Barrio Manantial.
- Barrio Palermo.
- Barrio Parque La Movediza.
- Las Tunitas.
- Barrio General Belgrano.
- Villa Italia.
- Villa Aguirre.
- Barrio San Juan.
- Barrio de la Estación.
- Barrio de las Ranas.
- El Tropezón.
- Villa Laza.
- Villa Galicia.
- Villa del Lago
- Barrio Metalúrgico.
- Barrio Fonavi.
- Barrio Militar.
- Barrio Falucho 1
- Barrio Falucho 2
- Barrio El Calvario

## Personnalités

### Footballeurs professionnels
- Mauro Camoranesi (4 octobre 1976), italo-argentin.
- Juan Eduardo Eluchans.
- Ariel Garcé (14 juillet 1979).
- Mariano González (5 mai 1981).
- Vicente Pernía (1949).
- Mariano Pernía (1977), hispano-argentin.
- Bernardo Romeo.
- Mario Véner (1964).

### Joueurs de tennis professionnels
- Juan Martín del Potro (23 septembre 1988).
- Máximo González (20 juillet 1983).
- Diego Junqueira (1980).
- Juan Mónaco (29 mars 1984).
- Guillermo Pérez Roldán (20 octobre 1969).
- Mariana Pérez Roldán (7 novembre 1967).
- Patricia Tarabini.
- Mariano Zabaleta (28 février 1978).

### Autres
- Mauricio Macri (8 février 1959), chef de gouvernement (maire) de Buenos Aires, puis président de la nation Argentine.
- Robert Le Vigan (7 janvier 1900-12 octobre 1972), acteur français mort à Tandil.
- Juan Fugl (1811-1900), homme politique argentino-danois.
- María Cristina Kiehr (1967), chanteuse soprano, née à Tandil.
- Witold Gombrowicz , écrivain, a effectué plusieurs séjours à Tandil à partir de 1957.